# Fritz Schenk
Fritz Schenk (* 10. März 1930 in Helbra bei Eisleben; † 4. Mai 2006 in Frankfurt am Main) war ein deutscher Publizist, Journalist und Rundfunkmoderator. Einer breiteren Öffentlichkeit in Deutschland wurde Schenk vor allem als langjähriger Co-Moderator des ZDF-Magazins bekannt.

## Familie
Schenk wuchs als Kind einer politisch aktiven, traditionell sozialdemokratischen Familie in seinem Geburtsort Helbra auf. In der Zeit des Nationalsozialismus waren einige Familienmitglieder Opfer staatlicher Repression und Verfolgung.
Schenks Vater war Wasserbau-Ingenieur. In der DDR arbeitete er mehrere Jahre als Leiter eines Wasserwerkes im Vorharzgebiet. Nachdem Schenk in den Westen geflohen war, wurde sein Vater dieses Postens enthoben und starb am 10. November 1962 nach einem Verhör durch das Ministerium für Staatssicherheit an den Folgen eines Herzinfarktes. Schenk warf „den Kommunisten“ zeitlebens vor, diese hätten seinen Vater umgebracht, während die Nazis ihn nur unmenschlich behandelt hätten.
Seit 1951 war Schenk mit seiner Frau Rosemarie (geborene Müller) verheiratet. Aus der Ehe gingen die drei Söhne Steffen (* 1952), Alexander (* 1954) und Patrick (* 1968) hervor.

## DDR-Wirtschaftsfunktionär und Flucht in die Bundesrepublik
Nach dem Zweiten Weltkrieg trat Schenk der SPD bei. Nach der Zwangsvereinigung von SPD und KPD zur SED wurde er Mitglied der SED.
Nach Abschluss der Oberschule begann Schenk eine Lehre als Schriftsetzer und Buchdrucker, die er 1949 erfolgreich beendete. Später absolvierte er ein Studium an der Hochschule für Ökonomie. Beruflich war Schenk nach seiner Lehre in der grafischen Industrie der DDR tätig. Ihm gelang bis 1951 der Aufstieg zum Betriebsassistenten und schließlich zum Betriebsleiter des Druckhauses in Meißen.
Seit 1952 war Schenk Mitarbeiter in der Staatlichen Plankommission der DDR. Dort stieg er im selben Jahr zum Büroleiter Bruno Leuschners auf, des Vorsitzenden der Plankommission. 1957 geriet Schenk in den Verdacht der Spionagetätigkeit. Er wurde durch das Ministerium für Staatssicherheit (MfS) verhaftet und kam in Untersuchungshaft. Nachdem Schenk eine Verpflichtungserklärung zur Zusammenarbeit mit der Staatssicherheit unterschrieben hatte, wurde er jedoch wieder freigelassen. Unmittelbar nach seiner Haftentlassung floh er Ende 1957 nach West-Berlin. Von dort reiste er mit Hilfe des Ostbüros der SPD weiter in die Bundesrepublik.

## Journalistische Karriere
In Westdeutschland arbeitete Schenk zunächst als freier Publizist und Fernsehautor. Seit 1960 gehörte er wieder der SPD an. Auf eine kurzzeitig angestrebte Kandidatur für den Deutschen Bundestag verzichtete er aus beruflichen Gründen. Ab 1962 arbeitete er im Forschungsbeirat für Fragen der Wiedervereinigung der Bundesregierung. In den Jahren 1969 bis 1971 war er als Regierungsdirektor und Abteilungsleiter beim Gesamtdeutschen Institut in Bonn tätig. 1972 verließ Schenk aus Kritik an der Ostpolitik Willy Brandts die SPD wieder.
Ab September 1971 arbeitete Schenk für das ZDF. Unter Chefmoderator Gerhard Löwenthal war er stellvertretender Leiter und Co-Moderator des ZDF-Magazins, das in den 1970er und 1980er Jahren wegen seiner konservativen politischen Berichterstattung starker Kritik vonseiten der politischen Linken ausgesetzt war. 1974/75 war Schenk kurzzeitig Mitglied im konservativen Bund Freies Deutschland. Dort war er Pressesprecher. Nachdem Gerhard Löwenthal 1987 in Pension gegangen war, wurde Schenk dessen Nachfolger als Redaktionsleiter des ZDF-Magazins. Die Sendung wurde allerdings bereits im April 1988 durch das neue Magazin Studio 1 ersetzt. Schenk stieg zeitgleich innerhalb der ZDF-Chefredaktion zum Chef vom Dienst auf.
1993 wurde Schenk beim ZDF pensioniert. Seine journalistische und publizistische Arbeit setzte er auch im Ruhestand fort. Schenk veröffentlichte zahlreiche Artikel und Meinungsbeiträge in unterschiedlichen Zeitschriften und Zeitungen. Auf Grund seiner früheren Funktion in der DDR war er zudem als Zeitzeuge ein gefragter Referent. Kritiker heben hervor, dass Schenk auch in Medien veröffentlichte, die von einigen Politikwissenschaftlern und dem Verfassungsschutz der Neuen Rechten zugeordnet werden. Zwei Jahre nach Löwenthals Tod im Dezember 2004 vergaben Schenk zusammen mit Ingeborg Löwenthal, der Förderstiftung Konservative Bildung und Forschung sowie Dieter Steins Wochenzeitung Junger Freiheit  erstmals den Gerhard-Löwenthal-Preis. Seitdem war Schenk regelmäßiger Kolumnist der Jungen Freiheit; in der Rubrik „Die Woche“ kommentierte er die aktuellen politischen Entwicklungen in Deutschland.

## „Kritische Solidarität“ mit Martin Hohmann
Größere Aufmerksamkeit rief Schenks Engagement im Rahmen der Hohmann-Affäre hervor. Im Oktober 2003 löste eine als antisemitisch kritisierte Rede des CDU-Bundestagsabgeordneten Martin Hohmann einen Skandal aus. Hohmann musste sich einem Fraktions- und Parteiausschlussverfahren stellen. Schenk, der seit 1999 Mitglied der CDU war, initiierte daraufhin mit anderen im November 2003 den Appell „Kritische Solidarität mit Martin Hohmann“. Die Unterzeichner des Appells erklärten, dass sie die Rede Hohmanns zwar für strittig und in Teilen für fragwürdig hielten, nicht jedoch für antisemitisch. Sie forderten einen Verbleib des Politikers in Fraktion und Partei. Insgesamt unterzeichneten mehr als 10.200 Personen den Aufruf. Auch ein Buch (Universitas-Verlag) wurde in diesem Kontext verlegt.
Am 22. Juli 2005 zog sich Schenk sowohl als Sprecher als auch als Mitarbeiter der Initiative zurück. Als Grund nannte er Zweifel am möglichen Erfolg einer Anfechtungsklage Hohmanns gegen den Parteiausschluss. Dieser hatte zuvor angekündigt, bei der Bundestagswahl 2005 als unabhängiger Direktkandidat in seinem bisherigen Wahlkreis anzutreten. Schenk warf Hohmann in einer Pressemitteilung vor, er habe sich durch seine Entscheidung, gegen den von der CDU für den Fuldaer Wahlkreis nominierten Kandidaten als unabhängiger Bewerber anzutreten, selbst außerhalb der CDU und sogar gegen sie gestellt.

## Schriften
- Magie der Planwirtschaft. Kiepenheuer & Witsch, Köln u. a. 1960.
- Im Vorzimmer der Diktatur. 12 Jahre Pankow. Kiepenheuer & Witsch, Köln u. a. 1962.
- Das rote Wirtschaftswunder. Die zentrale Planwirtschaft als Machtmittel der SED-Politik (= Zeitpolitische Schriftenreihe Band 3. Schriftenreihe der Studiengesellschaft für Zeitprobleme e. V.). Seewald, Stuttgart-Degerloch 1969.
- Anerkennung – ja oder nein? Standpunkte eines engagierten Demokraten zur Deutschlandfrage. Neue Presse, Coburg 1969.
- Kommunistische Grundsatzerklärungen. 1957–1971. Verlag Wissenschaft und Politik, Köln 1972, ISBN 3-8046-8447-5.
- Mein doppeltes Vaterland. Erfahrungen und Erkenntnisse eines geborenen Sozialdemokraten. überarbeitete und erweiterte Neuauflage. Naumann, Würzburg 1989, ISBN 3-88567-057-7.
- Der Fall Hohmann … und kein Ende. Mit dem Text des „Sondervotums“ des Bundesparteigerichts der CDU. 2., erweiterte und überarbeitete Neuauflage. Universitas, München 2005, ISBN 3-8004-1466-X.

## Auszeichnungen
- Jakob-Kaiser-Preis (1968),[2] Fernsehpreis des Bundesministeriums für gesamtdeutsche Fragen